# Janny Sikazwe
Janny Sikazwe (* 26. května 1979 Kapiri Mposhi) je fotbalový rozhodčí ze Zambie.

## Život
Janny Sikazwe se narodil 26. května 1979 ve městě Kapiri Mposhi v Zambii.
Roku 2007 se stal mezinárodním rozhodčím FIFA. Soudcoval zápasy na Africkém poháru národů 2015 v Rovníkové Guineji a Africkém poháru národů 2017 v Gabonu. Odpískal též finálové utkání Mistrovství světa ve fotbale klubů 2016 v Japonsku. Účastnil se jako sudí též utkání na Mistrovství světa ve fotbale 2018 v Rusku, byl tedy prvním zambijským rozhodčím na závěrečném turnaji MS ve fotbale.

## Soudcovaná utkání na MS ve fotbale 2018 a 2022
| 2018 – Rusko      | 2018 – Rusko    | 2018 – Rusko                  | 2018 – Rusko | 2018 – Rusko | 2018 – Rusko |
| Fáze              | Datum           | Místo                         | Domácí       | Hosté        | Výsledek     |
| ----------------- | --------------- | ----------------------------- | ------------ | ------------ | ------------ |
| utkání ve skupině | 18. června 2018 | Olympijský stadion Fišt, Soči | Belgie       | Panama       | 3:0          |
| utkání ve skupině | 28. června 2018 | Volgograd Arena, Volgograd    | Japonsko     | Polsko       | 0:1          |

| 2022 – Katar       | 2022 – Katar       | 2022 – Katar | 2022 – Katar | 2022 – Katar | 2022 – Katar | 2022 – Katar |
| Fáze               | Datum              | Tým 1        | Skóre        | Tým 2        |              |              |
| ------------------ | ------------------ | ------------ | ------------ | ------------ | ------------ | ------------ |
| Základní skupina F | 23. listopadu 2022 | Belgie       | 1 : 0        | Kanada       | 5 (3+2)      | 0            |